# Hilma Granqvist
Hilma Natalia Granqvist (Sipoo 17 juillet 1890 — Helsinki 25 février 1972) est une ethnologue finlandaise particulièrement connue pour ses travaux en Palestine.

## Biographie et études
Hilma Granqvist est née le 17 juillet 1890 à Sipoo, commune proche d’Helsinki presque entièrement suédophone jusqu’aux années 1950. Après une licence en philosophie obtenue en 1921 à l’université d'Helsinki, elle entreprit une thèse sous la direction de Gunnar Landtman, lui-même élève de Edvard Westermarck.
Son projet initial était d’étudier les femmes dans l’Ancien Testament. Après une formation complémentaire en théologie et en archéologie à Berlin, Hilma Granqvist obtint des bourses d’études lui permettant de mener des recherches de terrain en Palestine, cela à partir de l’année 1925.

## Travaux

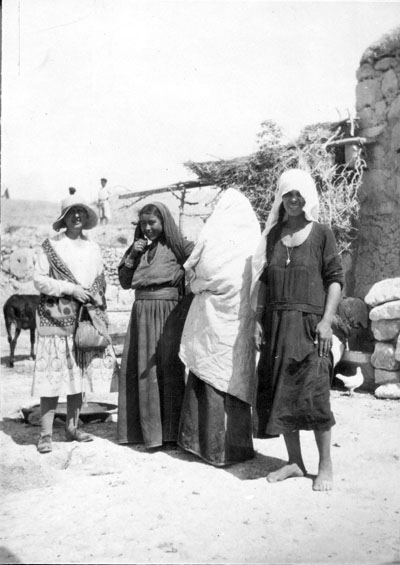
Hilma Granqvist en Palestine.

Véritablement immergée dans la vie du village d’Artas, proche de Bethléem, elle abandonna son projet initial pour se consacrer à la vie des femmes palestiniennes et plus généralement aux grands évènements de leurs vies : naissance, mariage et mort. Comme elle l’explique elle-même dans l’introduction de son livre Marriage Conditions in a Palestinian Village (1931) : « À Artas, j'avais besoin de vivre parmi les gens, de les entendre parler d'eux-mêmes, de faire des enregistrements de ce qu’ils disaient de leurs vies, de leurs coutumes et de leurs façons de voir les choses. Pour cette raison, je décidais de rester en Palestine. »
De fait, son travail ethnographique est remarquable. Les données recueillies sont si importantes qu’elles continuent aujourd’hui d’être exploitées et interprétées. Hilma Granqvist a abondamment utilisé les moyens modernes de son temps, enregistrements, photographies (un millier ont été répertoriées) et sa méthodologie, comparable à celle de Bronisław Malinowski, peut être qualifiée d’observation participante. Ses travaux sont toujours restés proches du terrain même s’ils ont été complétés par de longues recherches historiques. Ainsi les données généalogiques pour plusieurs familles d’Artas s’étendent de 1830 à 1926.
En donnant la parole aux femmes, en s’appuyant sur leurs témoignages directs, les travaux d’Hilma Granqvist sont en rupture avec la vision orientaliste de l’époque. Cela expliquant en partie l’intérêt que lui ont porté les recherches féministes.